# Granatellus
Genre
Granatellus est un genre qui regroupe trois espèces d'oiseaux appartenant actuellement à la famille des Cardinalidae.

## Liste des espèces
D'après la classification de référence (version 2.2, 2009) du Congrès ornithologique international (ordre phylogénique) :
- Granatellus venustus Bonaparte, 1850 – Granatelle multicolore
- Granatellus sallaei Bonaparte, 1856 – Granatelle à plastron
- Granatellus pelzelni Sclater, 1865 – Granatelle de Pelzeln